# 코바야시 카오루 (배우)
고바야시 가오루(小林 薫, 1951년 9월 4일 ~ )는 일본의 배우이다. 교토부 교토시 출신이며, 소속사는 니코 필름이다.

## 출연 작품

### 드라마
- 1996년 《나니와 금융도》
- 1996년 《나니와 금융도 2》
- 1997년 《멜로디》
- 1998년 《나니와 금융도 3》
- 1999년 《나니와 금융도 4》
- 2000년 《나니와 금융도 5》
- 2002년 《사립탐정 하마 마이크》
- 2003년 《블랙잭에게 안부를》
- 2003년 《닥터 고토 진료소》
- 2004년 《닥터 고토 진료소 2004》
- 2005년 《나니와 금융도 6》
- 2006년 《닥터 고토 진료소 2006》
- 2006년 《도쿄 타워》
- 2009년 《심야식당》
- 2011년 《행복해지자》
- 2011년 《카네이션》
- 2011년 《심야식당 2》
- 2017년 《여자 성주 나오토라》
- 2017년 《너에게 바치는 엠블럼》

### 영화
- 1997년 《모노노케 히메》
- 1999년 《비밀》
- 1999년 《검은 집》
- 2006년 《게드 전기 - 어스시의 전설》
- 2007년 《오다기리 조의 도쿄 타워》
- 2015년 《심야식당》 - 마스터 역
- 2017년 《나미야 잡화점의 기적》 - 타케오 역
- 2017년 《기적: 그 날의 소비토》 - 아버지 역
- 2017년 《무곡》 - 야타베 쇼죠 역
- 2017년 《해변의 리어》
- 2018년 《여명》
- 2019년 《고양이와 할아버지》 - 이와오 역
- 2023년 《쿠비》 - 도쿠가와 이에야스 역